# Nymphon heterodenticulatum
Nymphon heterodenticulatum is een zeespin uit de familie Nymphonidae. De soort behoort tot het geslacht Nymphon. Nymphon heterodenticulatum werd in 1941 voor het eerst wetenschappelijk beschreven door Hedgpeth. 